# Die Minikins – Im Land der Riesen
Die Minikins – Im Land der Riesen (Originaltitel: The Minikins) ist eine zwölfteilige deutsch-kanadische Fernsehserie aus dem Jahr 1981. Regie führte Michael Berry, produziert wurde die Serie von der Wagner-Hallig Film GmbH.

## Vorgeschichte
Auf der kleinen Insel Bilbo, irgendwo in der Südsee, strandete vor langer Zeit ein britisches Schiff. Die Menschen gelangten so auf eine abgeschiedene, unbewohnte Insel mit einer unberührten Natur. In einer Zeit ohne Telefon oder Computer blieb ihnen nichts anderes übrig, als sich auf der Insel einzurichten. Dadurch kamen sie in Berührung mit dem Saft einer Pflanze, deren Frucht eine für Menschen katastrophale Folge hatte. Nach nur wenigen Schlucken des Safts verwandelt sich ein normal ausgewachsener Mensch in einen Zwerg; auf ein Zehntel der ursprünglichen Körpergröße lässt ihn der Saft schrumpfen. So entstand auf Bilbo das Volk der "Minikins" - Miniaturmenschen, die sich schließlich mit ihrem Schicksal abfanden und auf der Insel heimisch wurden. Fernab jeglicher Zivilisation führten die Nachfahren der einst gestrandeten Europäer ein friedliches, ursprüngliches Leben.

## Inhalt
Paul Herman arbeitet mit seinen Partnern Smith und Dick Foster an einem neuen Projekt: Sie wollen auf der noch unerforschten einsamen Insel Bilbo ein Hotel errichten und die Insel zu einem Paradies für gestresste Touristen machen. Zunächst jedoch soll Herman, von Beruf Architekt, sich vor Ort genau umsehen. Also begibt er sich mit Frau Anna und Tochter Trudy auf die Reise. Auf Bilbo angekommen, machen sie schließlich die sensationelle Entdeckung der Minikins, die versteckt im Dschungel in einem kleinen Dorf leben. Sie werden von den Minikins zunächst freundlich empfangen, bis Paul Herman den Grund ihres Auftauchen auf Bilbo darlegt. Magnus, der Anführer der Minikins, sieht seinen Stamm in Gefahr und ordnet an, Paul Herman in eine Falle zu locken. So geschieht es auch: Paul wird gefangen und durch den Beerensaft in einen Minikin verwandelt. Erlösung aus diesem Zustand wird ihm nur dann gewährt, wenn er in seine Heimat zurückreist und den Plan verwirft, auf Bilbo ein Hotel zu bauen. Doch dieses Vorhaben gestaltet sich schwierig. Auf ihrer Fahrt zurück nach Kanada werden die Hermans von den Minikins Albi, Dido und Pinkus begleitet. Während des Fluges verwandelt sich auch Anna Herman in einen Minikin, da sie versehentlich aus einer winzigen Flasche jenen gefährlichen Beerensaft zu sich nimmt. Magnus hatte ihn seinen Leuten mitgegeben, falls sie in Not geraten sollten.
Nach der Ankunft in der fremden Welt beginnt für die fünf Minikins eine abenteuerliche und vor allem gefährliche Zeit. Vor allem als Foster und Smith Wind von dem Vorfall bekommen, wird es bedrohlich. Foster wittert das große Geschäft, in doppelter Hinsicht: Einerseits versucht er mit der Existenz der Mini-Menschen Geld zu machen, andererseits will er nun erst Recht aus Bilbo ein Touristenparadies machen. Skrupellos wie er ist, schreckt er auch vor Gewalt nicht zurück und nimmt die Minikins gefangen. Schließlich jedoch wird Foster Opfer seiner eigenen Gier; Er zwingt die Minikins mit ihm nach Bilbo zu reisen und ihn ins Dorf zu führen, Doch diesmal geht Fosters Plan nicht auf; die Minikins stellen ihm eine Falle.

## Hymne
"Die Hymne" von Bilbo als Text:

Wir sind die Minikins,

das kleinste Volk der Welt,

wir führen ein frohes Leben,

tun nur das was uns gefällt

Wir sind die Minikins,

ja wir sind winzig klein,

doch in treuer Freundschaft,

sind wir stets fest vereint

Minikins - Hurra

## Veröffentlichung
Die Serie erschien am 13. Oktober 2007 in Deutschland auf DVD.